# Cryptocarya hartleyi
Cryptocarya hartleyi är en lagerväxtart som beskrevs av André Joseph Guillaume Henri Kostermans. Cryptocarya hartleyi ingår i släktet Cryptocarya och familjen lagerväxter. Inga underarter finns listade i Catalogue of Life.